# The Innkeepers
The Innkeepers es una película de terror estadounidense de 2011 escrita y dirigida por Ti West. Es protagonizada por Kelly McGillis, Pat Healy y Sara Paxton. La historia está ambientada en una antigua posada, donde dos empleados intentan registrar fenómenos paranormales con un magnetófono.

## Argumento
Claire (Sara Paxton) y Luke (Pat Healy) son dos jóvenes que trabajan en una posada llamada Yankee Pedlar Inn, que está a punto de cerrar por falta de clientes. En el último fin de semana de funcionamiento, Claire y Luke son los únicos empleados trabajando en la posada. Claire, quien padece asma, abandonó sus estudios universitarios, mientras que Luke administra un sitio web donde da a conocer los supuestos fenómenos paranormales que ocurren en la posada. Ambos están interesados en las apariciones de fantasmas, especialmente la leyenda de Madeline O'Malley, una novia que se suicidó en la posada luego que su prometido la abandonara, y cuyo cuerpo fue escondido en el sótano por los dueños de la posada durante días.
Un día, una mujer, llamada Leanne Rease-Jones (Kelly McGillis), una antigua actriz a quien Claire admira, se registra en la posada. Al llevarle unas toallas a su habitación, Claire tiene una breve conversación con Leanne, quien se comporta de forma poco amigable con la joven. Esa noche, mientras está sola en la recepción, Claire escucha unos sonidos que provienen de un pasillo del edificio. Al ir a investigar, la joven es asustada por Luke. La noche siguiente, Claire vuelve a escuchar sonidos, esta vez provenientes del sótano, pero resulta ser un pájaro. Tras el susto sufrido, la joven cierra con candado la trampilla.
Mientras Luke duerme, Claire decide usar su magnetófono para registrar psicofonías en la posada. Mientras está grabando, la joven oye algunos lamentos y una melodía de piano. Al acercarse al piano que está en el vestíbulo, Claire ve cómo dos de sus teclas se accionan solas. La joven corre asustada a la habitación de Luke para explicarle lo sucedido y se encuentra con Leanne. Allí, la actriz le revela que está en el pueblo para asistir a una convención de psíquicos, ya que ella se especializa en el tema. Utilizando un péndulo, Leanne se contacta con tres espíritus que se encuentran en la posada, y le advierte a Claire que no baje al sótano. A la mañana siguiente, la joven se despierta en su habitación junto al fantasma de Madeline O'Malley, pero Luke la convence de que solo fue un sueño.
Ese día, un hombre de avanzada edad se registra en la posada, donde elige una habitación del tercer piso, ya que años atrás había pasado su luna de miel en aquel lugar. Luke le explica que las habitaciones del tercer piso fueron despojadas de sus muebles ya que la posada estaba pronta a cerrar, pero el hombre insiste en usar esa habitación. Ante esto, Claire decide dejarlo ocupar la habitación y le ofrece llevar unas sábanas, dado que aún no retiraban las camas del tercer piso. Al anochecer, Luke y Claire están aburridos y comienzan a beber cervezas. Posteriormente, Leanne llega a la posada tras su convención de psíquicos y Luke le pregunta qué se siente tener sus poderes. Ella le explica que percibe premoniciones, pero que no sabe exactamente su significado ni cuándo ocurrirán.
Tras beber las cervezas, Luke y Claire deciden bajar al sótano para registrar fantasmas con el magnetófono. Allí, los jóvenes escuchan susurros y presencian algunos efectos paranormales. Asustado, Luke sale corriendo y se va de la posada. Sin saber qué hacer, Claire ñe pide ayuda a Leanne y la actriz baja con ella al sótano. Leanne vuelve a contactar con uno de los espíritus y le dice a Claire que deben abandonar la posada. La joven sube al tercer piso para avisarle al anciano que debe irse de la posada, pero dentro de la habitación encuentra una nota de suicidio y al hombre dentro de la bañera con sus muñecas cortadas. Posteriormente, la joven ve el fantasma de Madeline O'Malley colgando desde el techo. 
Mientras huye por las escaleras, Claire se encuentra con Luke, quien había regresado a la posada. La joven le cuenta lo sucedido y Luke le ordena quedarse en el vestíbulo mientras él sube a buscar a Leanne. Sin embargo, Claire escucha nuevamente unos sonidos provenientes del sótano y va a investigar. La joven se asoma y ve el fantasma del anciano, lo que provoca que caiga por las escaleras y se golpee en la cabeza. Desorientada por el golpe, la joven llega al lugar donde supuestamente había sido escondido el cadáver de Madeline O'Malley e intenta salir por la trampilla. Sin embargo, dado que la había cerrado con candado, no puede escapar. Al presenciar nuevamente el fantasma de Madeline O'Malley, Claire muere de un ataque de asma.
A la mañana siguiente, Luke le explica a un policía que escuchó los gritos de Claire, pero no pudo abrir la puerta del sótano para ayudarla. Explica además que encontró el inhalador al final de la escalera del sótano. Tras hablar con el oficial, Luke sube a la habitación de Leanne para ser entrevistada por la policía. Al encontrarla, Luke le pregunta si sabía que todo esto iba a suceder, y la increpa por no haber hecho nada. Leanne le responde que ella no podía hacer nada para impedirlo. La película termina con una toma del pasillo del segundo piso, donde la puerta de la habitación de Claire se cierra sola.

## Reparto
- Sara Paxton ... Claire
- Pat Healy ... Luke
- Kelly McGillis ... Leanne Rease-Jones
- George Riddle ... Anciano
- Lena Dunham ... Barista
- Brenda Cooney ... Madeline O'Malley
- John Speredakos ... Oficial Mitchell

## Producción

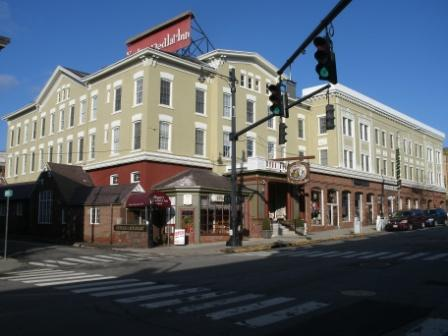
La película fue rodada en la posada Yankee Pedlar Inn, ubicada en Torrington (Connecticut).

La idea de The Innkeepers surgió mientras el director y guionista Ti West estaba trabajando en la película The House of the Devil. Durante el rodaje de la cinta, tanto los actores como el equipo de producción alojaron en la posada Yankee Pedlar Inn, ubicada en Torrington (Connecticut). En aquel lugar, West conversó con un empleado llamado Luke Edwards, quien le habló acerca de sucesos paranormales que ocurrían en la posada, así como de un sitio web que creó sobre el tema. Aunque el director ha señalado no creer en relatos sobre fantasmas, escogió el tema ya que le pareció una buena historia.
La película fue rodada en la misma posada y en calles cercanas a ella. Según West, la elección de la habitación donde ocurren los sucesos paranormales en la cinta fue debido a que "se encontraba al fondo de un pasillo y era lo suficientemente grande para hacer un travelling". Una vez finalizado el rodaje, el director supo que la habitación escogida era supuestamente la más embrujada de la posada. Sobre los rumores acerca de sucesos paranormales en el lugar, West comentó: "El hotel es misterioso y el ambiente es misterioso, pero no sé si eso significa que hay un fantasma o si es solo un lugar extraño".

## Estreno
La película fue estrenada el 12 de marzo de 2011 en el festival South by Southwest, en Estados Unidos. Posteriormente fue exhibida en otros festivales de cine, incluyendo los de Los Ángeles, Melbourne y Sitges. El 3 de febrero de 2012 fue estrenada en un número limitado de cines en Canadá y Estados Unidos.

### Recepción
The Innkeepers recibió, en general, una respuesta positiva por parte de la crítica cinematográfica. La película posee un 78% de comentarios positivos en el sitio web Rotten Tomatoes, basado en un total de 96 críticas, y una puntuación de 68/100 en Metacritic. Mary Pols de la revista Time destacó el trabajo del director y agregó: "[Ti West] es un adicto a la anticipación, enviando de manera bromista a sus personajes a sótanos y a escaleras que crujen durante dos actos completos sin tener un encuentro con el peligro real que sabes está acechando. La idea es, que al momento de ocurrir las cosas malas, será un alivio vertiginoso, un caos satisfactorio". Kim Newman de la revista Empire escribió que la película funciona gracias a la forma en que desarrolla a sus personajes principales, y sostuvo que "entre la actual cosecha de historias de fantasmas, este es un esfuerzo notable. Ti West se está perfilando como un auténtico maestro del terror".